# Cala del Ti Ximo

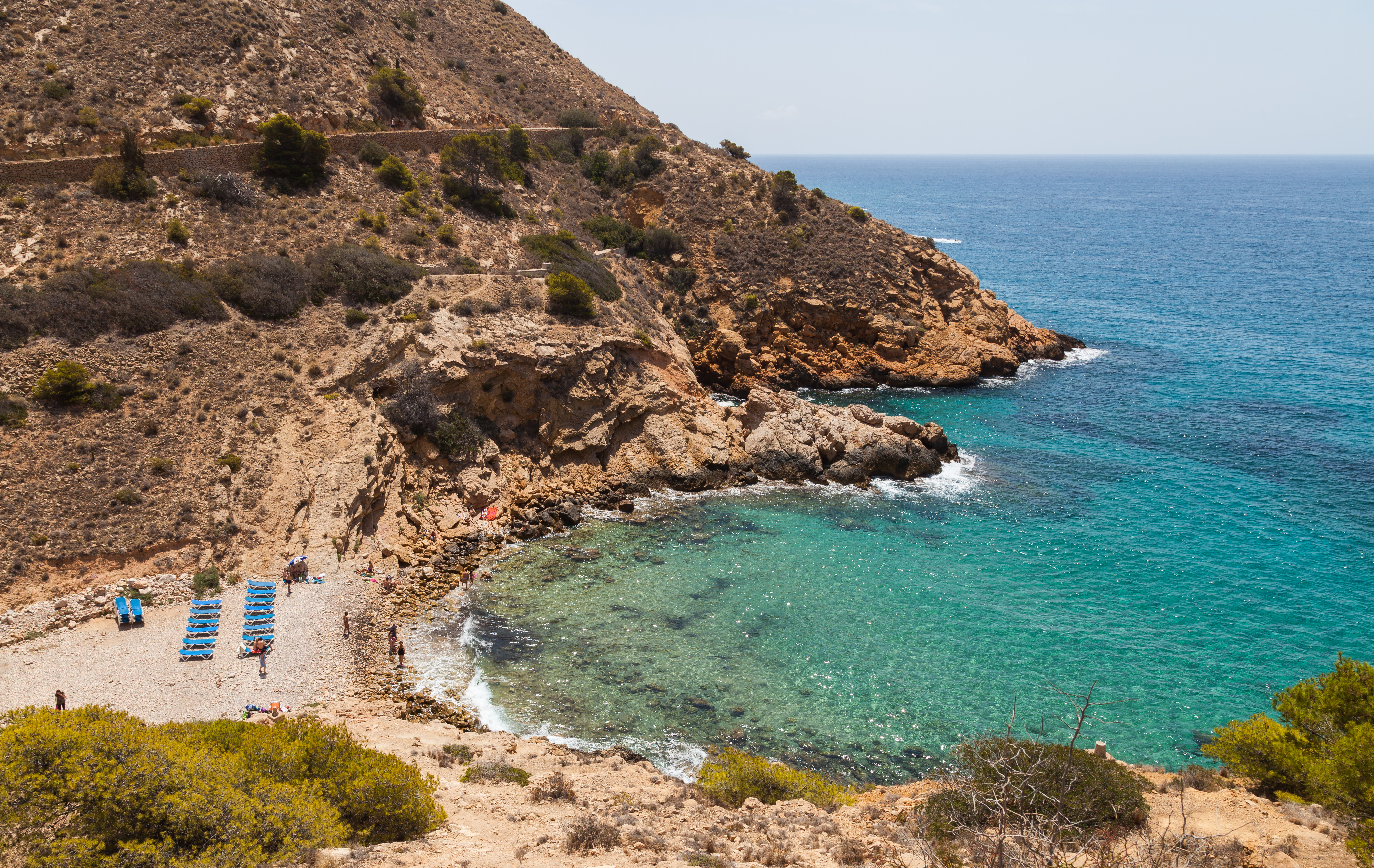
Fotografia de la cala del Ti Ximo

La cala del Ti Ximo és una caleta situada a Benidorm. És de còdols i arena. Té 60 metres de llargada i uns 6 metres d'amplada. És la cala més allunyada del nucli de població, ja que es troba en la serra Gelada, passada la punta de Pinet. Disposa de servei de lloguer de tómbales i para-sols i socorrista.
És una cala freqüentada per nudistes, per la intimitat de la llunyania i l'accés més difícil que a altres platges de Benidorm. També hi solen anar bussejadors, per la claror de les aigües. En aquesta cala, l'any 2008, es van rodar escenes per a la sèrie de televisió El internado.